# Урджарский район
Урджа́рский район (каз. Үржар ауданы) — район на юго-востоке Абайской области в Казахстане. Административный центр района — село Урджар.

## География
Урджарский район расположен на крайнем юге Абайской области. Граничит на северо-востоке с Аксуатским районом, на северо-западе и западе — с Аягозским районом, на юге — с Алакольским районом Алматинской области, на востоке — с Синьцзян-Уйгурским автономным районом Китая.
Рельеф территории района в основном равнинный. Южная часть района расположена в Балхаш-Алакольской котловине. Вдоль северо-восточной границы района протянулись горы Тарбагатая, высотой до 2992 м. На востоке — отроги хребта Бирликтау, высотой до 1114 м.
Протекают реки Эмель, Урджар и другие. На границе с Алматинской областью расположены озёра Алаколь, Сасыкколь и Жаланашколь. Есть пески Бармаккум и Биикум.
На юге района расположена часть Алакольского заповедника.

## История
Урджарский район образован 17 января 1928 года в составе Семипалатинского округа из Ивановской волости и станицы Урджарской Лепсинского уезда Джетысуйской губернии.
20 февраля 1932 года Урджарский район вошёл в состав вновь образованной Алма-Атинской области.
14 октября 1939 года район передан в состав вновь образованной Семипалатинской области.
2 января 1963 года в состав района переданы сельсоветы упразднённого Маканчинского района.
14 мая 1969 года Маканчинский район восстановлен.
14 ноября 1980 года два сельсовета передано в состав вновь образованного Таскескенского района.
13 ноября 1996 года в состав Урджарского района из упразднённого Таскескенского района переданы пять сельских округов.
3 мая 1997 года Семипалатинская область упразднена, Урджарский район включён в состав Восточно-Казахстанской области.
23 мая 1997 года в состав района включена территория упразднённого Маканчинского района.
В 2014 году в Урджарском районе Восточно-Казахстанской области в одном из курганов, оказавшихся в зоне реконструкции автодороги «Таскескен — Бакты», было найдено неразграбленое погребение женщины сакского времени (III—IV век до н. э.). Анализ древней ДНК показал, что Урджарская принцесса имела митохондриальную гаплогруппу D4o.
1 января 2024 года Маканчинский район был восстановлен.

## Население
Национальный состав (на начало 2019 года):
- казахи — 67 930 чел. (92.10 %)
- русские — 5 002 чел. (6,78 %)
- немцы — 277 чел. (0,38 %)
- татары — 167 чел. (0,23 %)
- чеченцы — 72 чел. (0,10 %)
- уйгуры — 50 чел. (0,07 %)
- корейцы — 38 чел. (0,05 %)
- киргизы — 38 чел. (0,05 %)
- узбеки — 23 чел. (0,03 %)
- болгары — 25 чел. (0,03 %)
- другие — 138 чел. (0,19 %)
- Всего — 73 760 чел. (100,00 %)

## Административно-территориальное деление
В состав Урджарского района входит 27 сельских округов, в которых находится 55 сельских населённых пунктов (на начало 2015 года).
| Сельский округ                    | Населённые пункты                                                         |
| Акжарский сельский округ          | село Акжар, село Амангельды, село Карамойыл                               |
| Акшокинский сельский округ        | село Акшокы, село Подгорное                                               |
| Алтыншокинский сельский округ     | село Алтыншокы, село имени Айтбая, село Лайбулак, село Текебулак          |
| Баркытбельский сельский округ     | село Баркытбел, село Некрасовка, село Благодатное, село Батпакты          |
| Бахтинский сельский округ         | село Бахты                                                                |
| Бестерекский сельский округ       | село Бестерек, село Казымбет, село Кабанбай                               |
| Егинсуский сельский округ         | село Егинсу, село Жанай                                                   |
| Елтайский сельский округ          | село Елтай                                                                |
| Жана тилекский сельский округ     | село Жана тилек, село Тасарык                                             |
| Жогаргы Егинсуский сельский округ | село Жогаргы Егинсу                                                       |
| Кабанбайский сельский округ       | село Кабанбай                                                             |
| Карабулакский сельский округ      | село Карабулак, село Барлыкарасан                                         |
| Карабутинский сельский округ      | село Карабута                                                             |
| Каракольский сельский округ       | село Каракол, село Ферма 3, село Сагат, село Ферма 1 Абай, село Сарытерек |
| Каратальский сельский округ       | село Каратал, село Бекет, село Бугубай                                    |
| Каратуминский сельский округ      | село Каратума                                                             |
| Келдимуратовский сельский округ   | село Келдемурат, село Кызылжулдуз                                         |
| Кокозекский сельский округ        | село Кокозек                                                              |
| Коктальский сельский округ        | село Коктал                                                               |
| Коктерекский сельский округ       | село Коктерек, село Кайынды, село Кызылбулак                              |
| Колдененский сельский округ       | село Колденен                                                             |
| Коныршаулинский сельский округ    | село Таскескен, село Ушбулак                                              |
| Маканчинский сельский округ       | село Маканчи                                                              |
| Науалинский сельский округ        | село Науалы, село Малак                                                   |
| Салкынбельский сельский округ     | село Сегизбай, село Карабуйрат                                            |
| Урджарский сельский округ         | село Урджар, село Кызылту, село Бургон                                    |
| Шолпанский сельский округ         | село Шолпан                                                               |